# John Strugnell

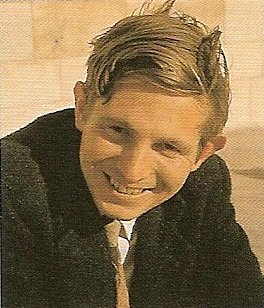
John Strugnell

John Strugnell (* 25. Mai 1930 in Barnet; † 30. November 2007 in Cambridge (Massachusetts)) war ein britischer Orientalist und von 1984 bis 1990 Herausgeber der Schriftrollen vom Toten Meer.

## Leben
John Strugnell wurde am 25. Mai 1930 in Barnet (England) geboren. Seine Schulausbildung erhielt er an der St Paul’s School, anschließend studierte er in Oxford klassische Philologie, antike Geschichte und orientalische Sprachen. Obwohl er seine Dissertation nie abschloss, wurde er bereits im Alter von 23 Jahren in das internationale Herausgeberteam der Schriftrollen vom Toten Meer aufgenommen. Da die ursprüngliche Finanzierung der Edition bald auslief und die Herausgeber mit anderen Verpflichtungen belegt waren, stockte die Edition der Discoveries in the Judaean Desert bald. Strugnell erhielt 1956/57 eine Position am Oriental Institute der University of Chicago. Dort lernte er seine Frau Cécile Pierlot, Tochter des ehemaligen belgischen Premierministers Hubert Pierlot, kennen. Bis 1960, als Strugnell eine Stelle an der Duke University annahm, lebten beide in Jerusalem. Von 1966 bis zu seiner Emeritierung 1991 war Strugnell schließlich Professor of Christian Origins an der Harvard Divinity School. 1984 wurde Strugnell zum editor in chief der Discoveries in the Judaean Desert berufen, trotz seiner zu diesem Zeitpunkt bekannten Depressionen und Alkoholprobleme. Er war in dieser Funktion der erste, der Arbeitsaufträge an weitere Forscher vergab, so z. B. die Herausgabe der Sabbatopferlieder an Carol Newsom, und auch israelische und jüdische Forscher einbezog. Als er 1990, offenbar unter Einfluss von Alkohol, der israelischen Tageszeitung Haaretz ein Interview gab, in dem er sich abfällig über das Judentum äußerte, sorgte dies für Aufregung weit über die Grenzen des Faches hinaus. Strugnell wurde als Hauptherausgeber durch Emanuel Tov abgelöst. Trotzdem unterhielt er weiterhin freundschaftliche Beziehungen mit den Kollegen und war auch weiterhin an der Edition beteiligt. Einige seiner israelischen und jüdischen Kollegen veröffentlichten sogar einen Brief zu seiner Unterstützung in der Chicago Tribune. Zwar ist die Zahl von Strugnells Publikationen begrenzt, aber dafür von umso größerer Bedeutung, insofern es sich dabei um die Veröffentlichung so bedeutender Qumran-Texte wie 4QMMT (Halakhic Letter) und 4QInstruction (Musar leMevin) handelt.
Strugnell starb am 30. November 2007 in Cambridge (Massachusetts). Er hinterließ seine ehemalige Frau Cécile, zwei Söhne, David und Andrew und drei Töchter, Anne-Christine, Claire, und Monique, sowie fünf Enkel.

## Werke (Auswahl)
- Elisha Qimron; John Strugnell: Miqsat Ma'ase ha-Torah. DJD X: Qumran Cave 4.V. Oxford: Clarendon, 1994.
- John Strugnell; Daniel J. Harrington; Torleif Elgvin, in consultation with J. A. Fitzmyer (Hg.): 4QInstruction (Musar leMevin): 4Q415ff. DJD XXXIV: Qumran Cave 4.XXIV. Oxford: Clarendon, 1999.